# Fiches internationales de sécurité chimique

« Les fiches internationales de sécurité chimique (fiches ICSC) fournissent sous une forme claire et concise l’essentiel des données relatives à la sécurité et à la protection de la santé dans l’utilisation des produits chimiques. Le but principal des fiches est la promotion de la sécurité dans l’utilisation des produits chimiques sur le lieu de travail et les destinataires principaux sont les travailleurs. Le projet ICSC est un projet conjoint de l’Organisation mondiale de la santé (OMS) et du BIT, mené en coopération avec la Commission européenne »

— Base de données ICSC.

## Élaboration
Les fiches ICSC sont élaborées en anglais par un groupe d’experts qui se réunit périodiquement pour les réviser avant publication. Les fiches existantes sont actualisées régulièrement afin de tenir compte des dernières avancées de la recherche. La création de nouvelles fiches est proposée par des pays ou par des parties prenantes. Des institutions nationales traduisent les fiches ICSC en différentes langues : espagnol, finnois, français, hongrois, italien, japonais, polonais, etc.

## Les fiches ICSC font-elles référence?
Le processus de révision adopté par un comité d’experts international dans l’élaboration des fiches ICSC est un atout considérable et une garantie de qualité :
Les fiches ICSC sont destinées à être utilisées en complément des fiches de données de sécurité.
Les fiches ICSC sont disponibles gratuitement.
Les fiches ICSC n’ont pas un caractère réglementaire.
Les informations fournies par les fiches sont en cohérence avec :
- la Convention (no 170) de l’OIT sur les produits chimiques, 1990 ;
- la Recommandation (no 177) de l’OIT sur les produits chimiques, 1990 ;
- la Directive 98/24/CE du Conseil de l’Union européenne ;
- le système général harmonisé de classification et d'étiquetage des produits chimiques (SGH) des Nations unies.